# Raj Patel
Rajeev Charles Patel (Londres, 1972) más conocido como Raj Patel, es un economista, académico y periodista inglés, estudioso de la crisis alimentaria mundial y activista. Se le reconoce además como el más autorizado exponente de la filosofía de la compartición.

Es conocido principalmente por: Stuffed and Starved: The Hidden battle for the World Food System (2008), en español: Obesos y famélicos. El impacto de la globalización en el sistema alimentario mundial (2008); y The Value of Nothing: How to Reshape Market Society and Redefine Democracy (2010), en español: Cuando nada vale nada. Las causas de la crisis y una propuesta de salida radical (2010).

## Biografía
Raj Patel nació en Londres en 1972 de padre nacido en las Islas Fiyi y de madre nacida en Kenia; consiguió en Oxford un Bachelor of Arts en Filosofía, Política y Economía (P.P.E.), un Master's Degree en la London School of Economics y un Doctorado en Filosofía (PhD) en la Cornell University. Estudió también en Yale y en la University of California en Berkeley.

Trabajó en el Banco Mundial, en la Organización Mundial del Comercio y en la Organización de las Naciones Unidas, desarrollando una actitud crítica respecto a estas organizaciones y participando a las manifestaciones de protesta de 1999, con ocasión de la conferencia de la Organización  Mundial del Comercio en Seattle.

Después de haber trabajado también en Zimbabue y en Sudáfrica, el 7 de enero de 2010 Patel obtuvo la nacionalidad estadounidense. Como Eric Holt-Giménez, Patel es miembro de Food First, Instituto para la Política del Alimento y del Desarrollo, cuyo objetivo es de "eliminar las injusticias que causan el hambre".

## El pensamiento
Poner fin al hambre no es simplemente una cuestión de hacer crecer más alimento, mas de cultivar la democracia.

En su libro Obesos y famélicos, Raj Patel escribe que, aunque en la Tierra se produzca más alimento que en cualquiera época del pasado, casi 800 millones de personas padecen hambre. Al mismo tiempo casi mil millones de personas sufren sobrepeso, sujetas por eso a enfermedades cardíacas y diabetes.
Las categorías de los hambrientos y de los obesos serían el resultado de las "cadenas de montaje" que transportan el alimento del campo a la mesa. 

Las multinacionales que nos venden el alimento, interesadas exclusivamente a la ganancia, influyen e imponen el modo en que comemos y en que concebimos el alimento.

Según Patel es por lo tanto necesario comenzar una indagación que descubra "las causas reales de la carestía en Asia y África, y de la epidemia mundial de suicidios entre los agricultores". Hoy día existen unos movimientos organizados que aconsejan un modo de cultivar, criar y alimentarse sostenible desde el punto de vista ambiental y socialmente más justo.
En su segundo libro, Cuando nada vale nada, el autor examina en modo crítico los dogmas de la economía liberal, después de haber constatado que los precios de los bienes hoy día están distorsionados sistemáticamente, y que el mercado no puede más considerar justamente el valor del trabajo.

## Obras
- Raj, Patel (2008). Obesos y famélicos. El impacto de la globalización en el sistema alimentario mundial. Barcelona: Los Libros del Lince
- con Eric, Holt-Giménez (2010). Rebeliones alimentarias. Crisis y hambre de justicia. Mataró: El Viejo Topo
- Raj, Patel (2010). Cuando nada vale nada. Las causas de la crisis y una propuesta de salida radical. Barcelona: Los Libros del Lince